# Stoke Golding
Stoke Golding es una localidad situada en Leicestershire, Inglaterra (Reino Unido). Según el censo de 2011, tiene una población de 1684 habitantes.
Está ubicada al oeste de la región Midlands del Este, cerca de la frontera con la región de Midlands del Oeste, de la autoridad unitaria de Leicester y de los montes Peninos.